# Die Antwoord
Die Antwoord é uma dupla sul-africana de rap-rave cujo estilo é inspirado em Roger Ballen, e a cultura Zef (termo afrikaans que remete à cultura da classe trabalhadora de sul-africanos brancos, especialmente aqueles que residem na Cidade do Cabo). Os vocalistas do grupo são Ninja e Yo-Landi Vi$$er. A banda se autoidentifica como uma mistura de várias culturas diversas misturadas em uma só.
Seu álbum de estréia $ O $ foi disponibilizado como um download gratuito em seu site oficial.  No final de 2009, o Sul-Africano cineasta Rob Malpage co-dirigiu (com Waddy), co-produziu (com Zef Films e Die Antwoord) e filmou o vídeo para o single "Enter the Ninja". A propaganda tornou-se um vídeo viral na internet nove meses depois, entregando milhões de acessos ao site oficial Die Antwoord batendo o servidor do site.

## Fundo e o estilo
O vocalista (Ninja) era parte do cenário do hip-hop Sul Africano há muitos anos, de frente para bandas como The Evergreen Original, MaxNormal.TV e The Constructus Corporação . Ninja disse à Rolling Stone : "Tudo que fiz antes Die Antwoord foi me experimentar, brincar e tentar encontrar Die Antwoord ... Tudo o que antes era descartável. Era tudo descartável ".
Die Antwoord observou que os jornalistas e críticos, particularmente nos Estados Unidos, freqüentemente perguntam se a sua produção criativa é uma piada ou uma brincadeira. Quando perguntado se ele estava interpretando um personagem, Ninja disse, "Ninja é, como posso dizer, como o Superman é Clark Kent. A única diferença é que eu não preciso de um terno". Eles descreveram seu trabalho como "ficção documental" e "experiência exagerada", projetado para chocar. Ninja disse rotação :
As pessoas são inconscientes, e você tem que usar sua arte como uma máquina de choque para acordá-los. Algumas pessoas estão muito longe. Eles vão apenas continuar perguntando: "Isso é real? Isso é real?" Isso é dwanky. Essa é uma palavra que temos na África do Sul, "dwanky". É como coxo. "Isso é real?" Você tem que ser futurista e seguir em frente. Você tem que ser um bom guia para ajudar as pessoas a fugir de experiência maçante. Die Antwoord é conhecido por sua legião de fãs, em especial a criação extraordinariamente prolífica de fan art por seus seguidores.  Alguns de seus vídeos musicais incorporaram artwork pelo famoso fotógrafo Roger Ballen.

## Integrantes
- Ninja: Watkin Tudor Jones
- Yo-Landi Vi$$er: Anri Du Toit
- DJ Hi-Tek: Justin De Nobrega
- DJ Vuilgeboost
- Trigger-ex integrante

## Discografia
Álbuns
- 2009 $O$ (MP3, independente)
- 2010 $O$ (versão revisada) (CD, Cherrytree Records) #109 EUA[2]
- 2012 Ten$Ion[3]
- 2014 Donker Mag
- 2016 Mount Ninji and Da Nice Time Kid
- 2020 House of Zef

EP's
- 2010 5 (Cherrytree Records)
- 2010 Ekstra (Cherrytree Records)

Êxitos
| Ano        | Título                                                           | Album                            |      |                               |     |
| ---------- | ---------------------------------------------------------------- | -------------------------------- | ---- | ----------------------------- | --- |
| Ano        | Título                                                           | Album                            | 2009 | "Wat Pomp" (feat. Jack Parow) | $O$ |
| "Beat Boy" |                                                                  |                                  | 2009 |                               | $O$ |
| 2010       | "Enter the Ninja"                                                | 5 (EP)                           |      |                               |     |
| 2010       | "Fish Paste"                                                     | 5 (EP)                           |      |                               |     |
| 2010       | "Evil Boy" (feat. Wanga)                                         | $O$                              |      |                               |     |
| 2011       | "Rich Bitch"                                                     | $O$                              |      |                               |     |
| 2011       | "Fok Julle Naaiers"                                              | Ten$Ion                          |      |                               |     |
| 2012       | "I Fink U Freeky"                                                | Ten$Ion                          |      |                               |     |
| 2012       | "Baby's on Fire"                                                 | Ten$Ion                          |      |                               |     |
| 2012       | "Fatty Boom Boom"                                                | Ten$Ion                          |      |                               |     |
| 2012       | "XP€N$IV $H1T"                                                   | Non-album single                 |      |                               |     |
| 2014       | Pitbull Terrier                                                  | Donker Mag                       |      |                               |     |
| 2014       | Cookie Trumper                                                   | Donker Mag                       |      |                               |     |
| 2014       | Never le nkemise                                                 | Donker Mag                       |      |                               |     |
| 2016       | "Dazed and Confused" (featuring God)                             | Suck on This                     |      |                               |     |
| 2016       | "Bum Bum" (featuring God)                                        | Suck on This                     |      |                               |     |
| 2016       | "Gucci Coochie" (featuring Dita Von Teese, The Black Goat + God) | Suck on This                     |      |                               |     |
| 2016       | "Banana Brain"                                                   | Mount Ninji and Da Nice Time Kid |      |                               |     |
| 2016       | "We Have Candy"                                                  | Mount Ninji and Da Nice Time Kid |      |                               |     |